# José Escudé Claramunt
José Escudé Claramunt (Peñíscola, 1843 – Varese, 1909) fue un militar español, capitán de las tropas carlistas.

## Biografía
Nacido en Peñíscola en 1843, era hijo de un terrateniente acomodado, quien también se dedicaba al negocio del ganado. A la edad de 29 años en 1872, tras una fuerte discusión familiar con su padre, se unió a una partida de catorce hombres, denominada «de la manta», dirigida por Pascual Cucala y con la ella se lanzó al monte.
Cuando al comienzo de la tercera guerra carlista faltaron tropas que se le enfrentaran en Levante, lucharon junto a las tropas carlistas en contra de los liberales que apoyaban al rey Alfonso XII en todo el Levante español y también en Cataluña. Alcanzó el grado de capitán dentro del ejército carlista. Destacó por su sagacidad para evitar encuentros directos con las fuerzas del Ejército y por la actividad guerrillera que llevó a cabo, destruyendo líneas de ferrocarril y telegráficas, interceptando correos y cobrando contribuciones en todos los pueblos de las numerosas provincias por las que extendió sus acciones.
Con Pascual Cucala llegó a las puertas de Valencia y tomó parte con Palacios en la toma fallida de Liria. Asistió a la toma de Cuenca. Acosados por las fuerzas del brigadier Calleja en 1873, en Minglanilla, cuando Cucala resultó herido de gravedad, le salvó de la muerte segura en un acto heroico que después le valdría la concesión del Marquesado de Claramunt por parte de un agradecido Carlos María de Borbón, a quien acompañaría en su exilio.
Casó ya en su vejez con la joven cortesana Elvira Pérez Espinosa, hija de un mariscal del ejército carlista, también en el exilio. Falleció en Varese en 1909, el mismo año que su rey Carlos VII de España.
- Datos: Q3186272